# Imperio (гурт)
Imperio — австрійський євроденс/дрім транс гурт, створений у 1994 році продюсером Норбертом Райхартом.

## Музична кар'єра
Вони випустили свій перший альбом «Veni Vidi Vici» у 1995 році, який виконували Мануела Рей (співачка) і Майкл Харріс (репер). З цього альбому було випущено чотири сингли. Cвій другий альбом «Return To Paradise»  гурт випустив у 1996 році, який виконували M.Ray & Lawrence Madia.

## Дискографія

### Студійні альбоми
| Veni Vidi Vici                                 | - Дата виходу: 1 червня 1995 р - Формати: CD     | 27 | —  |
| Return to Paradise                             | - Дата виходу: 30 серпня 1996 року - Формати: CD | 11 | 26 |
| «—» позначає випуски, які не потрапили в чарти |                                                  |    |    |

### Сингли
| Рік      | Сингл                | Пікові позиції на діаграмі | Пікові позиції на діаграмі | Пікові позиції на діаграмі | Пікові позиції на діаграмі | Альбом             |
| Рік      | Сингл                | AUT </br>                  | НІМЕЦЬКА </br>             | SPA </br>                  | SUI </br>                  | Альбом             |
| -------- | -------------------- | -------------------------- | -------------------------- | -------------------------- | -------------------------- | ------------------ |
| 1994 рік | "Veni Vidi Vici"     | 3                          | —                          | —                          | —                          | Veni Vidi Vici     |
| 1995 рік | "Quo Vadis"          | 6                          | 33                         | —                          | —                          | Veni Vidi Vici     |
| 1995 рік | "Nostra Culpa"       | 3                          | —                          | —                          | —                          | Veni Vidi Vici     |
| 1995 рік | «Amor Infinitus»     | 10                         | —                          | —                          | —                          | Veni Vidi Vici     |
| 1996 рік | "Cyberdream"         | 6                          | 43                         | 1                          | —                          | Return to Paradise |
| 1996 рік | "Atlantis"           | 7                          | 40                         | 5                          | 31                         | Return to Paradise |
| 1996 рік | «Return to Paradise» | 14                         | —                          | —                          | —                          | Return to Paradise |
| 1997 рік | «Wings of Love»      | 20                         | —                          | —                          | —                          | Return to Paradise |

## Зовнішні посилання
- Danceartistinfo.com
- Eurokdj.com
- Дискографія